# Suntory
Suntory Holdings Limited (サントリーホールディングス株式会社) eller Suntory er en japansk beveragekoncern. De producerer en bred række af drikkevarer: Sodavand, juice, the, øl, vin, spiritus, osv. Virksomheden blev etableret i 1899 og har hovedkvarter i Osaka.
1. ↑  Navnet er anført på engelsk og stammer fra Wikidata hvor navnet endnu ikke findes på dansk.
2. ↑  Navnet er anført på svensk og stammer fra Wikidata hvor navnet endnu ikke findes på dansk.